# 羅倫斯站 (多倫多)
羅倫斯站是一座多倫多地鐵央街－大學線車站，坐落加拿大安大略省多倫多央街和羅倫斯路（Lawrence Avenue）的交界處，於1973年3月31日開幕。
下列由多倫多公車局營運的巴士線駛經羅倫斯站：
- 52號羅倫斯西巴士線（Lawrence West）
- 97號央街巴士線（Yonge）
- 124號新寧巴士線（Sunnybrook）
- 162號羅倫斯-當威巴士線（Lawrence-Donway）
- 320號央街深宵巴士線（Yonge）
- 352號羅倫斯西深宵巴士線（Lawrence West）

## 外部連結
- 维基共享资源上的相關多媒體資源：羅倫斯站
- （英文）TTC Lawrence Station （页面存档备份，存于）－多倫多公車局網站 羅倫斯站頁面